# Aka (peuple)
Pour les articles homonymes, voir Aka et Akka.
Pour un article plus général, voir Pygmée.
Le peuple Aka, ou parfois Akka, est une population de pygmées nomades d’Afrique centrale, vivant principalement dans le sud de la République centrafricaine, ainsi que dans le nord de la République du Congo.
Ce peuple de chasseurs-cueilleurs entretient des relations de commerce avec les fermiers Ngbandi.

## Ethnonymie
Il y a encore quelques années, le peuple Pygmée Aka était nomade, vivant dans la grande forêt équatoriale de la Lobaye, sortant rarement pour pratiquer le troc avec les autres peuples des villages alentour (troc de gibier, de fruits de la cueillette contre du sel et du métal) ; la forêt subvenant à tous leurs autres besoins : vêtements en écorces d’arbres frappées, nourriture due à la chasse, à la petite pêche et à la collecte (fruits, racines, baies, miel et chenilles...). Leur habitat est constitué de petites huttes faites de branchages et couvertes de grandes feuilles tirées de la forêt. Leur mode de vie les lie à la forêt nourricière. Selon les sources et le contexte, on observe de très nombreuses variantes : Akas, Baaka, Ba.Aka, Babenga, Babenjelle, Ba.Benjelle, Babenzele, Ba.Benzele, Babinga, Babingas, Bambenga, Bambenzele, Ba.Mbenzele, Bayaga, Bayaka, Beká, Benjelle, Biaka, Binga, Bingas, Mbaka, Mbenzele, Mbinga, Mòáka, Nyoyaka, Pygmées Aka, Tara-Baaka, Yadinga.
Selon le père spiritain, Henri Trilles, Aka signifie seigneur dans l'ancienne langue égyptienne, alors que Babinga signifie client.

## Culture

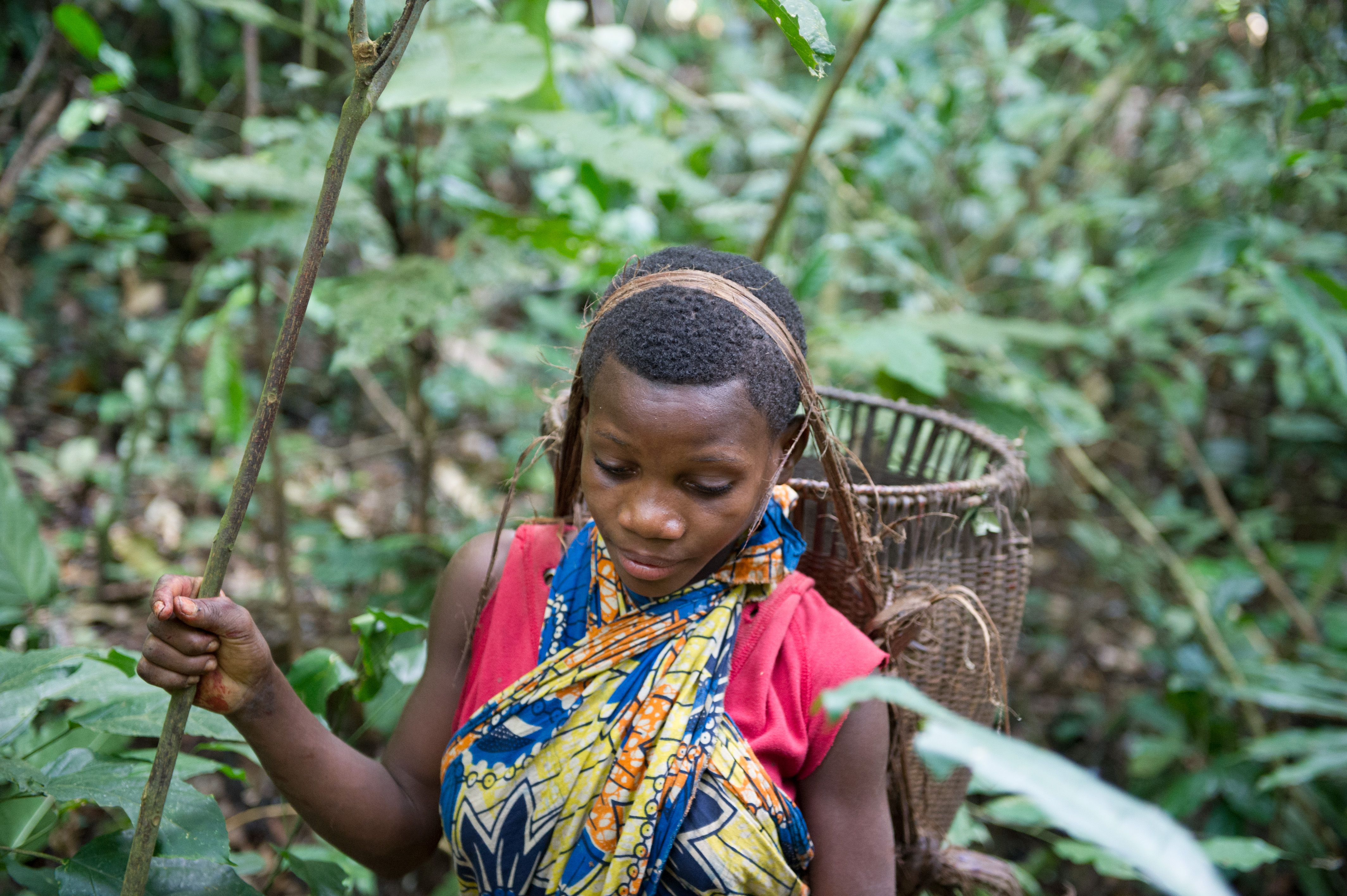
Femme chassant dans le sud de la République centrafricaine en 2014.

Leur complexe musique polyphonique a été étudiée par plusieurs musicologues comme Simha Arom, qui a réalisé plusieurs enregistrements sur le terrain, et Mauro Campagnoli, qui a étudié leurs instruments et les a comparés avec ceux d'autres peuples pygmées comme les Bakas. Des compositeurs occidentaux contemporains tels que György Ligeti, Steve Reich et le pianiste Pierre-Laurent Aimard se sont intéressés à leur musique. Le trio Aka moon a, quant à lui, basé une grande part de son répertoire sur l'étude des musiques pygmées.
La vie traditionnelle nomade des Aka persiste encore le long du fleuve Lobaye. Leur déplacement se fait en fonction de leur gibier, six fois par an, et ils reconstruisent leurs habitations en huttes hémisphériques.
Les traditions orales du peuple Aka font partie du patrimoine culturel immatériel de l'humanité de l’UNESCO depuis 2003.
Une étude sur les relations par société entre les pères et leurs enfants a élu les Akas « meilleurs pères du monde »,. Les pères Aka passent plus de temps en contact étroit avec leurs enfants que ceux de toute autre société. Ils donnent aussi le sein aux bébés pour les calmer en l'absence de leur mère. De plus, les liens entre époux sont très forts, la mère et le père partagent la chasse, la préparation de la nourriture, les activités sociales et les loisirs.

### Discographie
- (en) Louis Sarno, Bayaka : the extraordinary music of the Babenzele pygmies and sounds of their forest home, Ellipsis Arts, Roslyn, N.Y., 1995, 1 CD + 1 livret de 93 p.  (ISBN 978-1-55961-313-2)
- Centrafrique : anthologie de la musique des pygmées Aka (texte de Simha Arom, trad. par David Stevens), prod. Radio-France, Paris ; distrib. Harmonia Mundi, Arles, 2002, 2 CD (2 h 14 min 34 s) + 1 livret
- Henri Guillaume et Bernard Surugue, Chasseurs Pygmées, 1 disque, livret trilingue et photos, Orstom-Selaf, Paris, 1982

### Filmographie
- Berceuse Aka, documentaire réalisé par François Gaulier et Alain Epelboin, CNRS Audiovisuel, Meudon, 1988, 6 min (VHS)
- Bernard Surugue et Henri Guillaume, Mbaso, le temps du miel, documentaire 16 mm. couleur, 12 min. (disponible en vidéo), Orstom-Cnrs, 1980
- Les maîtres fous, documentaire ethnographique réalisé par Jean Rouch, 1956